# Слава (станция)
Сла́ва — недействующая железнодорожная станция Сахалинского региона Дальневосточной железной дороги в посёлке Молодёжное.

## История
Станция открыта в 1979 году в составе пускового участка Тымовск — Ноглики.

## Описание
Станция состояла из трёх путей колеи 1067 мм, все неэлектрифицированные. У первого пути расположена низкая посадочная платформа и неиспользуемый вокзал, но путь наполовину разобран (прибытие поездов на него со стороны Ногликов невозможно), поэтому платформа не используется. От северной горловины отходят подъездные пути.

## Деятельность
По параграфу станция способна осуществлять небольшие грузовые отправления, и продажу пассажирских билетов. По станции также осуществляется остановка грузопассажирского поезда № 951 сообщением Тымовск — Ноглики. Скорый поезд № 001/002 сообщением Южно-Сахалинск — Ноглики проходит станцию по главному пути без остановки.